# Oxidare Pfitzner-Moffatt
Oxidarea Pfitzner-Moffatt (sau oxidarea Moffatt) este o reacție chimică de oxidare a alcoolilor primari și secundari la aldehide și cetone. Ca agent oxidant, se utilizează dimetilsulfoxid (DMSO) și diciclohexilcarbodiimidă (DCC). Reacția a fost raportată de către J. Moffatt și studentul său, K. Pfitzner, în anul 1963.